# L'École des femmes (téléfilm, 1973)
Pour les articles homonymes, voir L'École des femmes (homonymie).
L'École des femmes, célèbre pièce de Molière, a fait l'objet d'une adaptation à la télévision française en 1973.

## Présentation
Le téléfilm adapté de L'École des femmes par Raymond Rouleau fut diffusé pour la première fois sur la deuxième chaine de l'ORTF le 23 mai 1973, soit quinze jours après la Première de la version théâtrale de Jean-Paul Roussillon. Arnolphe, interprété par Bernard Blier, y était présenté comme un vieil homme volontiers libidineux, capable à l'occasion de brutalité, mais dépourvu de réelle méchanceté.
Mais la mise en scène était essentiellement centrée sur Agnès (Isabelle Adjani), mettant en valeur par ses gros plans la beauté ingénue du visage de la jeune comédienne, qui interprétait un personnage dont la simplicité du caractère et la modestie des revendications émancipatrices formaient un étrange contraste avec les revendications réelles des féministes de l'époque, en pleine lutte pour le droit à l'avortement.

## Fiche technique
- Titre : L’École des femmes
- Réalisation : Raymond Rouleau
- Mise en scène théâtrale : Jean-Paul Roussillon
- Pièce : Molière
- Photographie : André Diot
- Décors : Jean-Baptiste Hugues
- Costumes : Jean-Marie Simon
- Son : Daniel Durand
- Musique : Georges Delerue
- Montage : Micheline Freslon
- Production : ORTF, INA
- Pays d'origine : France
- Genre : théâtre filmé
- Durée : 101 minutes
- Tournage : printemps 1973
- Date de première diffusion : France 23 mai 1973

## Distribution
- Bernard Blier : Arnolphe
- Isabelle Adjani : Agnès
- Robert Rimbaud : Chryanide
- Micheline Luccioni : Georgette
- Marc Eyraud : Alain
- Gérard Lartigau : Horace
- Maurice Nasil : Le notaire
- Paul Cambo : Oronto
- Francis Lemaire : Enrique